# Grandjean
Grandjean ist eine französische Gemeinde mit 310 Einwohnern (Stand: 1. Januar 2022) im Département Charente-Maritime in der Region Nouvelle-Aquitaine (vor 2016: Poitou-Charentes); sie gehört zum Arrondissement Saint-Jean-d’Angély und zum Kanton Saint-Jean-d’Angély. Die Einwohner werden Grandjeannais und Grandjeannaises genannt.

## Geographie
Grandjean liegt etwa 55 Kilometer südöstlich von La Rochelle am Fluss Bramerit und seinen Zuflüssen Fontvieille und Sauvaget. Umgeben wird Grandjean von den Nachbargemeinden Taillant im Nordwesten und Norden, Fenioux im Norden, Mazeray im Nordosten, Saint-Hilaire-de-Villefranche im Osten und Südosten, La Frédière im Süden, Taillebourg im Südwesten sowie Saint-Savinien im Westen.

## Bevölkerungsentwicklung
| Jahr                       | 1962 | 1968 | 1975 | 1982 | 1990 | 1999 | 2006 | 2013 | 2019 |
| Einwohner                  | 300  | 267  | 240  | 211  | 224  | 232  | 246  | 273  | 310  |
| Quellen: Cassini und INSEE |      |      |      |      |      |      |      |      |      |

## Sehenswürdigkeiten
- Kirche Saint-Barthélemy, seit 1983 als Monument historique klassifiziert

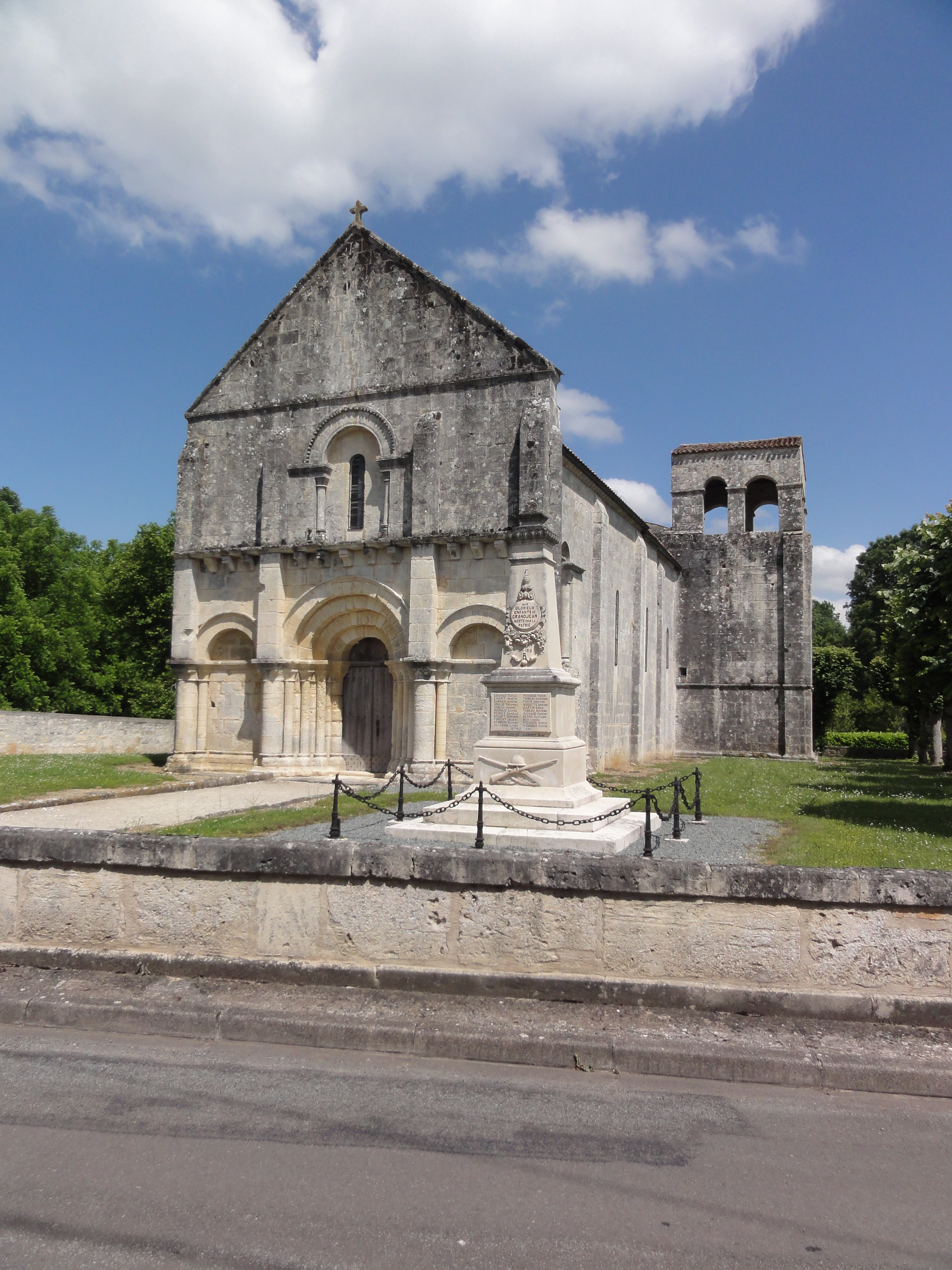
Kirche Saint-Barthélemy